# Gyllene ris

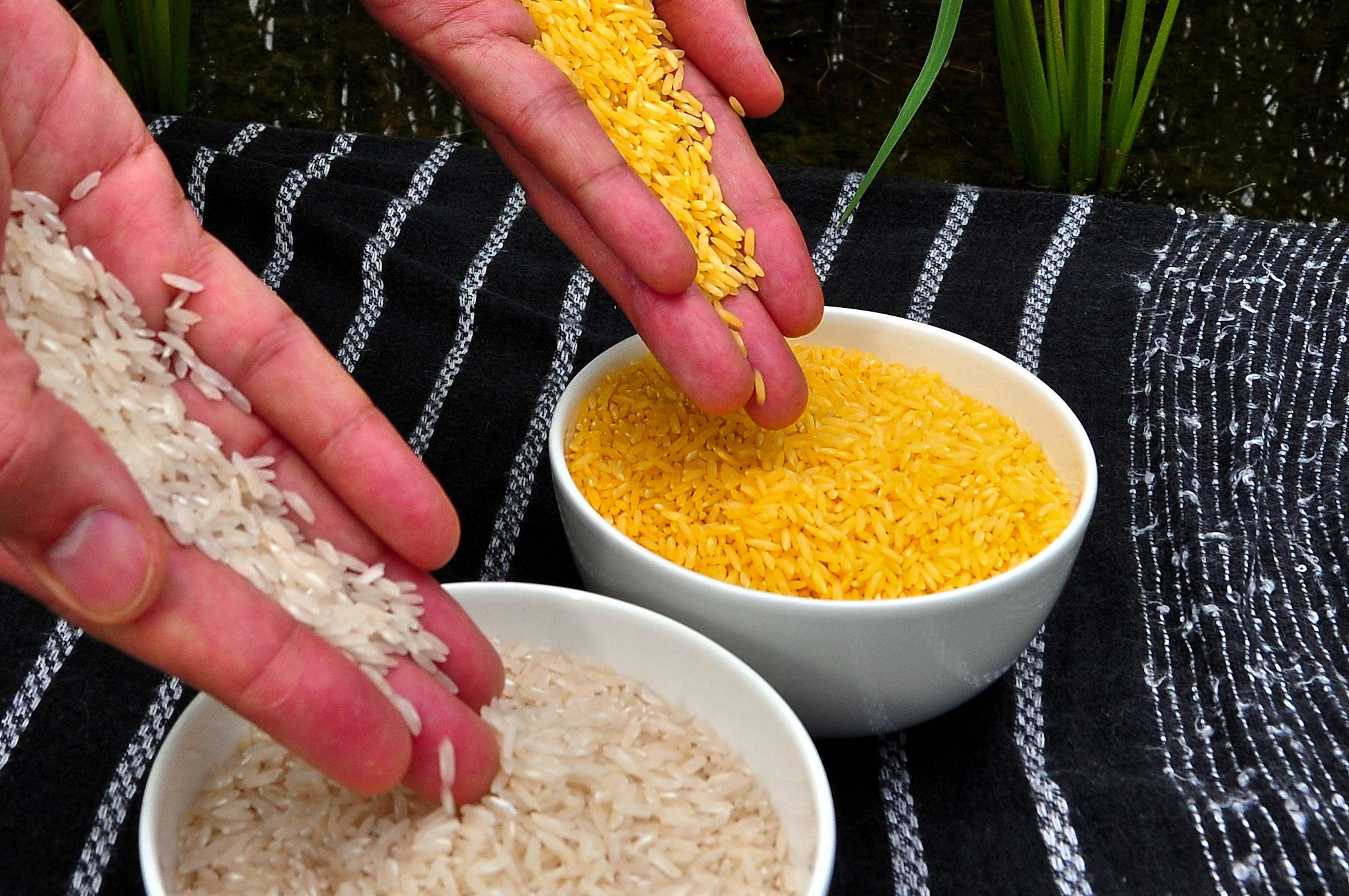
Vanligt ris och gyllene ris.

Gyllene ris (Golden rice) är ris som genmodifierats till att producera betakaroten. Det började utvecklas under 90-talet (redan då tänkt som ett biståndsprojekt för att hjälpa barn i Asien och Afrika), och resultaten presenterades år 2000. Resultatet var ett genmodifierat ris med 6 nya gener. Tre av de nya generna behövs för att risplantan ska tillverka betakaroten, en gen för att riset ska kunna lagra järn, en gen är tillagd för att underlätta upptagning av näring för tarmen och en sista gen ska hjälpa tarmen ta upp just järn. Denna sista gen kodar för ett protein som bryter ned de ämnen som naturligt finns i ris och aktivt förhindrar tarmen från att ta upp järn. Betakaroten omvandlas till A-vitamin i våra kroppar. A-vitaminbrist är vanligt i framförallt Sydostasien, där många personer till följd av detta (stor del barn) drabbas av obotlig blindhet varje år. Många barn och gravida lider också av järnbrist, och till detta ligger motivationen bakom vissa förbättringar av det gyllene riset. 2005 presenterades "Golden Rice 2", som producerar upp till 23 gånger mer betakaroten än det ursprungliga gyllene riset.
Gyllene ris har kritiserats av bland andra Greenpeace, som motsätter sig alla former av genmodifiering. Patrick Moore, en av Greenpeace medgrundare, kampanjar för gyllene ris och är starkt kritisk till Greenpeace hållning i frågan. En organisation som förespråkar gyllene ris är Bill & Melinda Gates Foundation genom International Rice Research Institite.
År 2015 var Golden Rice Project en av sju mottagare av "Patents for Humanity Award" av United States Patent and Trademark Office.